# Around the World in 80 Minutes with Douglas Fairbanks
Around the World in 80 Minutes with Douglas Fairbanks is een Amerikaanse documentaire uit 1925 onder regie van Douglas Fairbanks en Victor Fleming. Destijds werd de film in Nederland uitgebracht onder de titel Met Douglas Fairbanks de wereld rond.

## Verhaal
De Amerikaanse acteur Douglas Fairbanks trekt de wereld rond met een cameraploeg. Hij brengt verslag uit van de vreemde culturen en de humor, die hij aantreft in het alledaagse leven over zee. Ze brengen onder meer een bezoek aan Japan, China, Brits-Indië, Indochina, Siam en de Filipijnen.

## Rolverdeling
| Acteur            | Personage |
| ----------------- | --------- |
| Douglas Fairbanks | Zichzelf  |
| Victor Fleming    | Zichzelf  |
| Duke Kahanamoku   | Zichzelf  |
| Sojin Kamiyama    | Zichzelf  |